# ラッキンコーヒー

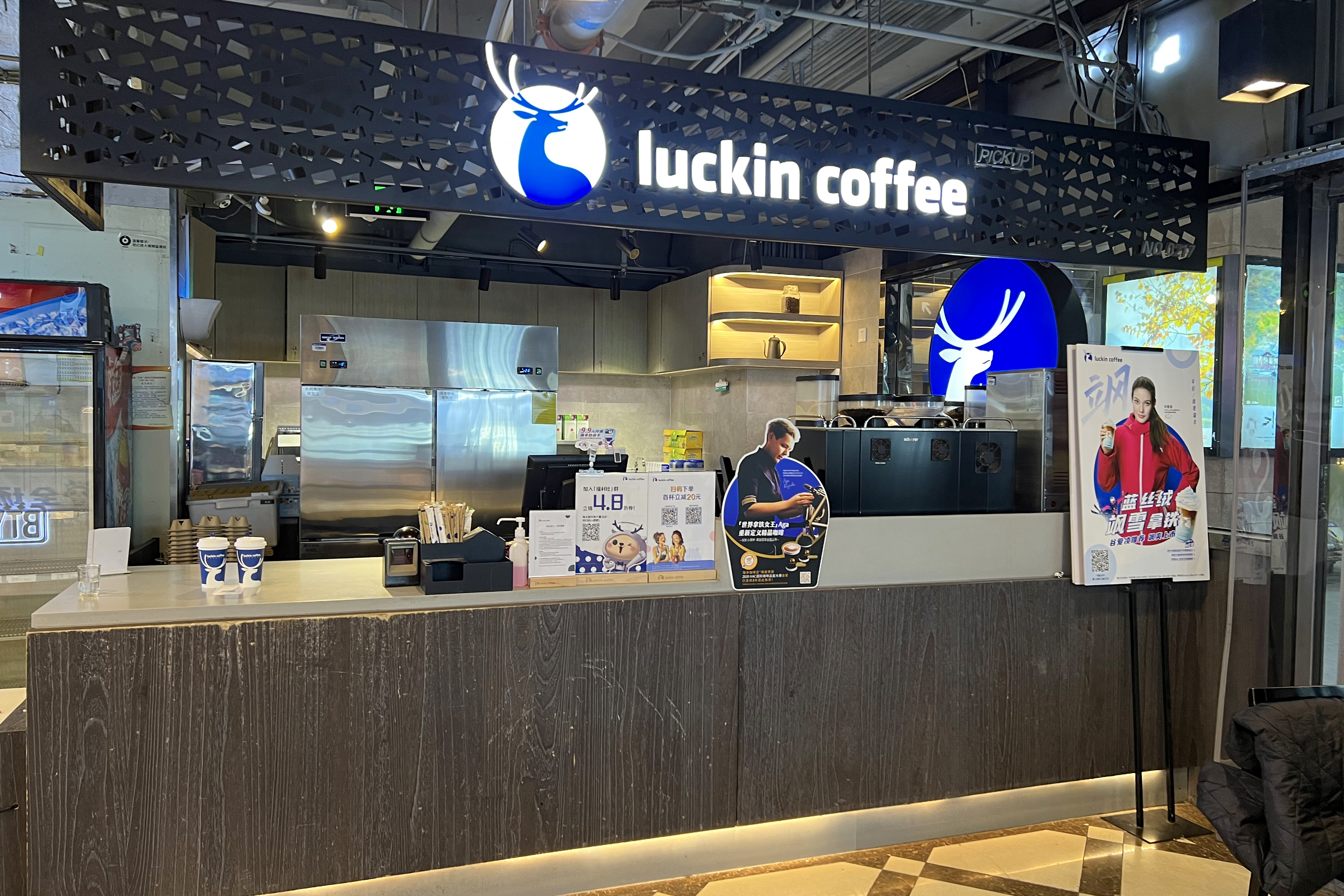
ラッキンコーヒー東直門駅店

ラッキンコーヒー（中国語：瑞幸咖啡、英語：Luckin Coffee）は、中華人民共和国のコーヒーチェーン。本部は創業時の北京市から福建省厦門市へ移転している。現在の会長兼CEOは共同創業者の郭謹一。
ラッキンコーヒーは2017年創業。2018年1月に北京に1号店をオープンして以来、短期間で急成長。2020年5月12日までの店舗総数は6,912店に達している。店舗数でスターバックスを上回っていることもあり、「中国のスタバ」と呼ばれている。2019年5月には、中国国内で活動する企業ながらナスダックへ上場し、アメリカでの資金調達を本格化させた。

## 特徴
大通りに面した大型店も存在するが、多くは他の商業ビルなどの中に入る数席程度の小型店舗。注文と会計は専用アプリケーションで行うこととなっている。メニューは、コーヒーのほかパン類の軽食をそろえる。自社による配達にも対応している。

## 歴史
2017年10月28日、ラッキンコーヒーはテスト店舗を北京・銀河SOHOに出店。2018年5月8日に北京国家会議センターにおいて正式開業を発表した。
2018年7月11日にラッキンコーヒーは2億アメリカドルのシリーズA調達を行い、累積価値を10億ドルとした。2018年12月には、2億アメリカドルのシリーズB調達を行い、累積価値を22億ドルとし、2000店目を上海大丸店内に開店。
2019年4月、ラッキンコーヒーはアメリカ合衆国にてIPOを行なう旨発表し、5月17日にNASDAQ上場、5.61億アメリカドルの資金調達に成功した。
2020年に粉飾決算事件が発覚（下記の章参照）。
2021年1月18日にフランチャイズ募集を再開。2021年4月21日には新商品ココナッツミルクラテを発売、発売直後から供給が追いつかないほどのヒット商品となった。
2021年8月にサブブランド「小鹿茶」を本体に統合し、店舗はラッキンコーヒーにブランド統一。
2022年1月末、大鉦資本（センチュリアム・キャピタル、Centurium Capital）を中心とする投資グループが、創業者の陸正耀らが保有していた3.83億株の株式を取得したと発表した。これにより、大鉦資本が筆頭株主となり、50％以上の議決権を持つこととなり、2022年4月11日には同社が債務再編を完了し、破産保護手続きを正式に終了したと発表。
2023年3月、2022年度の決算発表で年間売上が初めて100億元（約2,000億円）を突破したことに加え、通年の営業利益でも初めて黒字転換を果たしたと公表。3月31日、海外展開の第一歩としてシンガポールに初の海外店舗をオープン。6月5日には、福建省厦門に10,000店舗目を開店し、中国初の「1万店舗規模」を達成したカフェチェーンブランドとなった。
2023年9月4日，2023年9月4日に貴州茅台とコラボした話題の新商品、マオタイ・ラテを発売、53度の茅台酒を含むこの商品は、中国のSNSで大きな話題を呼び、発売初日で542万杯を販売し、売上は1億元（約20億円）のヒットとなった。
2024年6月20日、ラッキンコーヒーはマレーシア市場への進出を正式に発表。現地ではHextar Industriesが独占的フランチャイズ権を取得し展開している。同年12月28日、香港市場にも本格進出。尖沙咀など5店舗が同時に営業開始した。
2025年4月、ラッキンコーヒーはアメリカ合衆国での初めての店舗をニューヨーク・マンハッタンのイーストビレッジに出店予定であることを示す看板を掲出。6月30日、ニューヨーク市内のブロードウェイ755番地と6番街800番地に、米国初となる2店舗を同時開業した。
2025年6月時点で中国国内に22,000店舗以上、シンガポールに数十店舗を展開しており、世界全体の店舗数はすでに24,000店を超えている。

## 粉飾決算
2020年4月2日、ラッキンコーヒーは2019年第2四半期から第4四半期にかけて、22億元（約339億円）の売上を水増ししていたことを発表した。同社は内部調査を開始し、5月12日までに銭治亜CEOと劉剣COOを解任した。
2020年5月19日、ラッキンコーヒーは、ナスダックから上場廃止の通告を受けたことを明らかにした。
2020年6月、ナスダックでの上場廃止。
2022年4月12日、ラッキンコーヒーは債務再編を完了し米国連邦倒産法第15章を終了。これにより破産、破産手続きの対象から外れた。
一方で、2022年10月22日、創業者の陸正耀、元CEOの銭治亜は庫迪咖啡（コッティコーヒー）の1号店を福建省の福州国際金融センターにオープンしている。

## 脚註
- 公式ウェブサイト
- Luckin COffeeのビジネスデータ:   - Google Finance
  - Yahoo! Finance
  - Bloomberg
  - Reuters
  - Nasdaq
  - SEC提出書類